# Aleksandr Kolobnev
Aleksandr Vasiljevitsj Kolobnev (Russisch: Александр Васильевич Колобнев) (Vyksa, 4 mei 1981) is een Russisch voormalig wielrenner. 

## Carrière
Op 30 september 2007 behaalde Kolobnev zilver op het Wereldkampioenschap wielrennen in Stuttgart na Paolo Bettini. 2 jaar later, op het Wereldkampioenschap wielrennen 2009, deed hij dat nog eens over. Deze keer was het obstakel dat in de weg lag Cadel Evans. In 2011 rijdt hij voor het Russische Team Katusha.
Op 11 juli 2011 bleek op de eerste rustdag van de Ronde van Frankrijk dat hij was betrapt op het gebruik van het diureticum hydrochloorthiazide. Hij is hierop uit de Tour gezet en ontslagen door zijn ploeg, maar vooralsnog niet geschorst door de UCI. Op woensdag 29 februari 2012 werd hij vrijgesproken door het CAS, en werd zijn positieve dopingtest verklaard door medische redenen. Zijn ploeg Katjoesja heeft verklaard dat Kolobnev bij hen welkom is.

## Belangrijkste overwinningen en ereplaatsen
2004
- Nationaal kampioenschap Rusland op de weg

2006
- 1e etappe in Ronde van Valencia

2007
- 3e etappe Parijs-Nice
- Ploegentijdrit Ronde van Duitsland
- 2e Wereldkampioenschap wielrennen in Stuttgart
- Monte Paschi Eroica

2008
- 3e Olympische wegrit 2008(na diskwalificatie Rebellin)

2009
- 2e Wereldkampioenschap wielrennen (wegrit Elite) in Mendrisio

2010
- 2e Luik-Bastenaken-Luik 2010
- Nationaal kampioenschap Rusland op de weg
- 7e Wereldkampioenschap wielrennen in Geelong

2013
- 1e etappe Ronde van Wallonië

2016
- Bergklassement Ronde van de Algarve

## Resultaten in voornaamste wedstrijden
| Jaar | Ronde van Italië | Ronde van Frankrijk | Ronde van Spanje |
| ---- | ---------------- | ------------------- | ---------------- |
| 2003 |                  |                     |                  |
| 2004 |                  |                     |                  |
| 2005 | 21e              |                     | 54e              |
| 2006 | 71e              |                     |                  |
| 2007 | opgave           |                     | 51e              |
| 2008 |                  |                     | 40e              |
| 2009 |                  |                     | 31e              |
| 2010 |                  | 65e                 | 27e              |
| 2011 |                  | uitgesloten         |                  |
| 2012 |                  |                     |                  |
| 2013 |                  |                     |                  |
| 2014 |                  |                     | 40e              |
| 2015 |                  |                     |                  |
| 2016 | 73e              |                     |                  |

| Jaar | Milaan-San Remo | Ronde van Vlaanderen | Amstel Gold Race | Luik-Bast.‑Luik | Ronde van Lombardije | Waalse Pijl | Parijs-Tours | Clásica San Sebastián |  | WK op de weg |  | Wereldranglijsten |
| ---- | --------------- | -------------------- | ---------------- | --------------- | -------------------- | ----------- | ------------ | --------------------- |  | ------------ |  | ----------------- |
| 2003 |                 |                      | 51e              | 44e             | 56e                  | 5e          |              | 61e                   |  |              |  |                   |
| 2004 |                 | 94e                  | 64e              | 39e             |                      | 59e         | opgave       | 101e                  |  | opgave       |  |                   |
| 2005 |                 |                      |                  |                 |                      |             |              | 34e                   |  | 7e           |  |                   |
| 2006 |                 |                      |                  | 60e             | 23e                  | 29e         |              | 19e                   |  |              |  | 89e (UPT)         |
| 2007 |                 |                      | 53e              | 45e             | 11e                  | 53e         |              |                       |  | ↑            |  | 142e (UPT)        |
| 2008 |                 |                      | 37e              | 44e             | 13e                  |             |              | ↑                     |  | 44e          |  | 39e (UPT)         |
| 2009 |                 |                      | 6e               | 9e              | ↑                    | 21e         |              | 16e                   |  | ↑            |  | 47e (UWK)         |
| 2010 | 46e             |                      | 22e              | ↑               | opgave               | 76e         |              | 46e                   |  | 7e           |  | 62e (UWK)         |
| 2011 | 51e             |                      | 5e               | 11e             |                      | 82e         |              |                       |  |              |  | 105e (UWT)        |
| 2012 |                 |                      |                  |                 | 14e                  |             |              |                       |  | 28e          |  | 47e (UWT)         |
| 2013 |                 |                      | 19e              | 75e             | opgave               | 96e         |              | 20e                   |  | opgave       |  | 187e (UWT)        |
| 2014 | opgave          |                      | 19e              | 33e             | 13e                  | 48e         |              | 11e                   |  | 46e          |  |                   |
| 2015 | 73e             |                      |                  |                 |                      |             |              |                       |  |              |  |                   |
| 2016 |                 |                      |                  |                 | opgave               |             |              |                       |  |              |  |                   |

## Olympische Spelen
- Wegrit mannen 2004: 10e
- Wegrit mannen 2008: brons
- Wegrit mannen 2012: 24e

## Ploegen
- 2001-San Pellegrino-Bottoli-Artoni
- 2002-Acqua e Sapone-Cantina Tollo
- 2003-Domina Vacanze-Elitron
- 2004-Domina Vacanze
- 2005-Rabobank
- 2006-Rabobank
- 2007-Team CSC
- 2008-Team CSC-Saxo Bank
- 2009-Team Saxo Bank
- 2010-Katjoesja
- 2011-Katjoesja
- 2012-Katjoesja (vanaf 28/04)
- 2013-Katjoesja
- 2014-Katjoesja
- 2015-Katjoesja
- 2016-Gazprom-RusVelo

Wielerploegen van Aleksandr Kolobnev
Astolfi ·
Bennati · 
Cardellini ·
Cipollini  ·
Colombo ·
Conti ·
Derganc ·
Di Cintio ·
García ·
Gasperoni ·
Gentili · 
Giabbecucci ·
Giunti ·
González ·
Kolobnev ·
Lobato ·
Lombardi ·
Martín ·
Masciarelli · 
Peña ·
Pospjejev · 
Scarponi ·
Scirea ·
Simeoni · 
Trenti
Astolfi ·
Bennati · 
Cardellini · 
Cipollini  ·
Colombo · 
Derganc ·
Gasperoni ·
Gentili ·
Giunti ·  
González · 
Jones · 
Kolobnev ·
Lobato · 
Lombardi ·
Marinangeli ·
Martín ·
Mondini ·  
Ongarato · 
Pospjejev · 
Scarponi ·
Scirea ·
Secchiari ·
Simeoni ·
Valoti ·
Di Nucci (stagiair) ·
Garbelli (stagiair)
Aug ·
Bajenov · 
Cardellini · 
Cipollini ·
Clinger ·
Colombo · 
Derganc ·
Fagnini ·
Failli ·
Fischer ·
Galletti ·
Gentili ·
Giunti ·  
Iannetti ·
Jones · 
Kolobnev · 
Lombardi ·
Marinangeli ·
Mori ·  
Naudužs ·
Scarponi ·
Scirea ·
Secchiari ·
Simeoni ·
Valoti ·
Agnoli (stagiair) ·
De Fino (stagiair)
den Bakker ·
Boogerd ·
Boven ·
E. Dekker ·
T. Dekker ·
Eltink ·
Freire  · 
de Groot ·
Hayman · 
Horrillo ·
de Jongh ·
Kolobnev ·
Kroon ·
Löwik ·
Mensjov ·
Mutsaars ·
Niermann ·
Posthuma ·
Rasmussen ·
Scheuneman ·
Sentjens ·
Sutherland (tot 30/09) ·
Vastaranta ·
Veneberg ·
Wauters ·
Weening ·
Wielinga
Ardila ·
Boogerd ·
Boven ·
Brown ·
E. Dekker ·
T. Dekker ·
Eltink ·
Flecha ·
Freire · 
de Groot ·
Hayman · 
Horrillo ·
Kolobnev ·
Löwik ·
de Maar ·
Mensjov ·
Niermann ·
Posthuma ·
Rasmussen ·
Reus ·
Scheuneman ·
Sentjens ·
Vastaranta ·
Veneberg ·
Walker ·
Wauters ·
Weening
Arvesen · Bak · Blaudzun · Breschel · Cancellara     · Cuesta · Goss · Haedo · Hoestov · Johansen · Julich · Klostergaard · Kolobnev · Kroon · Ljungqvist · Lund · Michaelsen (tot 15/04) · O'Grady · Pedersen · Roberts · Sastre · A. Schleck · F. Schleck · C. A. Sørensen · N. Sørensen · Vande Velde · Voigt · Zabriskie
Arvesen ·
Bak ·
Blaudzun · 
Bøchman ·
Breschel ·
Cancellara     ·
Cuesta ·
Goss ·
Haedo ·
Hoestov ·
Johansen (tot 30/04) ·
Julich ·
Klostergaard ·
Kolobnev ·
Kroon ·
Larsson ·
Ljungqvist ·
Lund ·
McCartney ·
McGee · 
O'Grady ·
Sastre ·
A. Schleck ·
F. Schleck ·
C. A. Sørensen ·
N. Sørensen · 
Steensen ·
Van Goolen ·
Voigt ·
Bellis (stagiair) ·
Didier (stagiair) · 
Fuglsang (stagiair)
Arvesen ·
Bak ·
Bellis · 
Bøchman ·
Breschel ·
Cancellara     ·
Fuglsang ·
Goss ·
Haedo ·
Høj ·
Klemme ·
Klostergaard ·
Kolobnev ·
Kroon ·
Larsson ·
Ljungqvist ·
Lund ·
McCartney ·
Mørkøv · 
O'Grady ·
Rasmussen ·
A. Schleck ·
F. Schleck ·
C. A. Sørensen ·
N. Sørensen · 
Steensen ·
Van Goolen ·
Voigt
Bandiera · 
Bodrogi · 
Botsjarov ·
Broett · 
Caruso ·
Chalilov ·
Galimzjanov ·
Goesev ·
Horrach · 
Ignatjev · 
Ivanov ·
Jeskov ·
Karpets ·
Kirchen (tot 31/07) · 
Klimov · 
Kolobnev ·
Kritski ·
Mazzanti · 
McEwen ·   
Napolitano ·
Ovetsjkin · 
Petrov · 
Pliușchin · 
Pozzato · 
Rodríguez · 
Silin · 
Troesov · 
Vandenbergh · 
Vantomme ·
Vorganov ·
Antonov (stagiair) ·
Mironov (stagiair) ·
Porsev (stagiair)
Arguelyes · 
Broett · 
Caruso ·
Di Luca ·
Galimzjanov ·
Goesev ·
Horrach · 
Hoste · 
Ignatenko · 
Ignatjev · 
Isajtsjev ·
Ivanov ·
Karpets ·
Koetsjynski ·
Kolobnev ·
Kritski ·
Losada · 
Mironov ·
Moreno ·   
Ovetsjkin · 
Paolini ·
Pliușchin · 
Porsev · 
Pozzato · 
Rodríguez · 
Silin · 
Troesov · 
Trofimov ·
Vandenbergh · 
Vantomme ·
Vorganov
Belkov · 
Broett · 
Caruso ·
Florencio ·
Freire ·
Galimzjanov (tot 15/04) ·
Goesev ·
Haller ·
Horrach · 
Ignatenko · 
Ignatjev · 
Isajtsjev ·
Koetsjynski ·
Kolobnev ·
Kristoff ·
Kritski ·
Losada · 
Mensjov ·
Moreno ·   
Paolini · 
Porsev ·  
Rodríguez · 
Selig ·
Smukulis · 
Špilak · 
Tsatevitsj · 
Trofimov ·
Vantomme ·
Vicioso · 
Vorganov ·
Koeznetsov (stagiair) ·
Vorobjov (stagiair) ·
Zakarin (stagiair)
Belkov · 
Broett · 
Caruso ·
Florencio ·
Goesev ·
Haller · 
Ignatenko · 
Ignatjev · 
Isajtsjev ·
Koetsjynski ·
Koeznetsov ·
Kolobnev ·
Kozontsjoek ·
Kristoff ·
Kritski ·
Losada · 
Mensjov (tot 19/05) ·
Moreno ·   
Paolini · 
Porsev ·  
Rodríguez · 
Selig ·
Smukulis · 
Špilak · 
Tsatevitsj · 
Tsjernetski ·
Trofimov ·
Vicioso · 
Vorganov ·
Vorobjov ·
Antonov (stagiair) ·
Razoemov (stagiair) ·
Nikolajev (stagiair) 
Belkov · Broett · Caruso · Goesev · Haller · Ignatenko · Ignatjev · Isajtsjev · Koetsjynski · Koeznetsov · Kolobnev · Kotsjetkov · Kozontsjoek · Kristoff · Losada · Moreno · Paolini · Porsev · Rodríguez · Rybakov · Selig · Silin · Smukulis ·  Špilak · Trofimov · Tsatevitsj · Tsjernetski · Vicioso · Vorganov · Vorobjov · Bystrøm (stagiair)
Belkov · Bystrøm · Caruso · Guarnieri · Haller · Isajtsjev · Koeznetsov · Kolobnev · Kotsjetkov · Kozontsjoek · Kristoff · Lagoetin · Losada · Machado · Moreno · Paolini · Porsev · Rodríguez · Selig · Silin · Smukulis ·  Špilak · Trofimov · Tsatevitsj · Tsjernetski · Vicioso · Vorganov · Vorobjov · Zakarin · Politt (stagiair) · Restrepo (stagiair)
Arslanov · Bojev · Firsanov · Foliforov · Jersjov · Jevtoesjenko · Koerbatov · Koestadintsjev · Kolobnev · Majkin · Manakov · Nikolajev · Nytsj · Ovetsjkin · Rybalkin · Savitski · Serov · Sjaloenov · Solomennikov · Stasj · Svesjnikov · Zakarin